# Giannin Andreossi
Giannin Andreossi, švicarski hokejist, * 2. julij 1902, St. Moritz, Graubünden, Švica, † 22. maj 1964, Chur, Graubünden, Švica.
Andreossi je igral hokej na ledu za klub EHC St. Moritz v švicarski ligi in za švicarsko reprezentanco, s katero je nastopil na Zimskih olimpijskih igrah 1928, kjer je osvojil bronasto medaljo, in več evropskih prvenstvih, na katerih je osvojil eno bronasto medaljo.
Tudi njegov brat Mezzi je bil hokejist. 